# Daniel Hermansson (fotbollsspelare)
Peter Daniel Hermansson, född 1 juni 1998 i Säve församling i Göteborg, är en svensk fotbollsspelare som spelar för Utsiktens BK.

## Karriär
Hermansson började spela fotboll i Kärra KIF. Han spelade därefter för BK Häcken och sedan Örgryte IS akademi.
Han började sin seniorkarriär i Qviding FIF 2018 och spelade under säsongen 19 matcher samt gjorde tre mål i Division 3 och hjälpte klubben bli uppflyttade till Division 2. Hermansson spelade endast en match under säsongen 2019 efter att råkat ut för en knäskada. Säsongen 2020 spelade han 24 matcher och gjorde ett mål i Ettan Södra. Följande säsong spelade Hermansson 12 matcher och gjorde ett mål.
Den 21 juli 2021 värvades Hermansson av Västerås SK, där han skrev på ett 1,5-årskontrakt. Hermansson gjorde sin Superettan-debut den 9 augusti 2021 i en 3–2-förlust mot Akropolis IF.
I mars 2022 värvades Hermansson av Bryne i norska andraligan, där han skrev på ett tvåårskontrakt. Den 11 augusti 2022 lånades Hermansson ut till Superettan-klubben Jönköpings Södra.
I februari 2024 värvades Hermansson av Utsiktens BK, där han skrev på ett tvåårskontrakt.